# Почесний прелат Його Святості

Геральдична форма для гербу Почесного прелата

Почесний прелат Його Святості (лат. Praelatos Honorarios Sanctitatis Suae) — католицький священик, якому цей титул надав Папа Римський. Почесних прелатів прийнято називати монсеньйорами, також вони мають певні привілеї в питаннях церковного одягу.
До особливого рескрипту папи Павла VI Pontificalis Domus від 28 березня 1968 почесні прелати називалися придворними прелатами (лат. Antistites Urbani). В той час титул також ішов з деякими посадами на кшталт єпископа-помічника або члена римського прелатства. Також цей титул належав архієпископам, єпископам й апостольським протонотарям, яким він надавався перед їхнім призначенням на відповідні посади.
Сьогодні цей титул надається також індивідуально, на вимогу їхніх єпископів; існують такі почесні прелати ex officio:
- Члени Колегій римських прелатств: протонотарі de numero; судді Трибуналу Римської Роти; клірики Апостольської Палати;
- Судді Трибуналу римської роти Апостольської нунціатури в Іспанії;
- Деякі або всі члени восьми кафедральних соборів чи колегіальних капітул в Італії й одного в Польщі.